# Bộ Loan báo Tin Mừng cho các Dân tộc
Bộ Loan báo Tin Mừng cho các Dân tộc (tiếng Latinh: Congregatio pro Gentium Evangelizatione) là cơ quan cũ của Giáo triều Roma, chịu trách nhiệm về công tác truyền giảng Phúc Âm và một số hoạt động khác có liên quan. Tiền thân của cơ quan này là Thánh bộ Truyền bá Đức tin (tiếng Latinh: Sacra Congregatio de Propaganda Fide). Vào ngày 5 tháng 6 năm 2022, cơ quan này được hợp nhất với Hội đồng Tòa Thánh cổ võ tái truyền giảng Tin Mừng để thành lập Bộ Loan báo Tin Mừng.
Cơ quan này chịu trách nhiệm đối với các địa hạt truyền giáo chưa được thiết lập giáo phận, bao gồm các miền truyền giáo tự trị, hạt phủ doãn tông tòa và hạt đại diện tông tòa; trong khi đó, các địa hạt truyền giáo tương đương như hạt đại diện tông tòa Đông phương thì thuộc thẩm quyền của Bộ các Giáo hội Đông phương. Tuy nhiên, nhiều miền truyền giáo trước đây (chủ yếu ở các quốc gia thế giới thứ ba), mặc dù đã được thăng lên bậc giáo phận trực thuộc một tổng giáo phận đô thành, vẫn thuộc thẩm quyền của Bộ Loan báo Tin Mừng cho các Dân tộc thay vì trực thuộc Bộ Giám mục với thẩm quyền thông thường, đặc biệt là ở các quốc gia/khu vực có cộng đoàn tín hữu Công giáo quá nghèo hoặc quá nhỏ (chẳng hạn như ở hầu hết các nước châu Phi) để có thể tự cung cấp cho mình và/hoặc có chính quyền địa phương chủ trương thù địch với Công giáo, Kitô giáo hay bất cứ một tôn giáo có tổ chức nào khác.
Bộ Truyền bá Đức tin được thành lập bởi Giáo tông Gregorius XV vào năm 1622 nhằm thay mặt một số tổ chức tôn giáo khác nhau bố trí công tác truyền giáo. Đến năm 1627, Giáo tông Urbanus VIII thiết lập Trường Giáo tông Truyền bá Đức tin Urbano – một học viện đào tạo thừa sai và đặt dưới thẩm quyền của Bộ. Sau khi Giáo tông Paulus VI ban hành tông hiến Regimini Ecclesiae Universae vào ngày 15 tháng 8 năm 1967 nhằm tổ chức lại cũng như điều chỉnh các nhiệm vụ của Giáo triều Roma, tên gọi của Bộ Truyền bá Đức tin được đổi thành Bộ Loan báo Tin Mừng cho các Dân tộc.
Trụ sở của Bộ Truyền bá Đức tin khi vừa thành lập đặt tại Dinh Ferratini, do linh mục người Tây Ban Nha Juan Bautista Vives trao tặng cho Bộ. Dinh thự này nằm về phía Nam quảng trường Tây Ban Nha, thành phố Roma nước Ý. Hai nhân vật nghệ thuật hàng đầu của thời kỳ Baroque ở Roma là nhà điêu khắc, kiến trúc sư Gianlorenzo Bernini và kiến trúc sư Francesco Borromini đã tham gia vào quá trình phát triển quần thể kiến trúc này.
Tổng trưởng cuối cùng của Bộ Loan báo Tin Mừng cho các Dân tộc là Hồng y Luis Antonio Tagle, tại nhiệm từ tháng 12 năm 2019 đến tháng 6 năm 2022. Thứ trưởng của Bộ khi đó là Linh mục Ryszard Szmydki O.M.I. Thư ký Bộ là Tổng giám mục Protase Rugambwa, và Thư ký phụ tá Bộ kiêm Chủ tịch Các Hội Giáo tông Truyền giáo là Tổng giám mục Giampietro Del Toso.